# Over the Years and Through the Woods (Live)
Over the Years and Through the_Woods es el título de un álbum en directo y vídeo de Queens of the Stone Age. La publicación se caracteriza tanto por el material en CD así como el vídeo DVD - ambos grabados en Londres en el Brixton Academy el lunes 22 de agosto de 2005 y KOKO el martes 23 de agosto de 2005. Over the Years and Through the Woods se vende como dos paquetes diferentes: ya sea un CD o un DVD; ambas versiones incluyen el mismo contenido en los discos. La carátula incluye una variedad de letras Q estilizadas, que la banda ha utilizado en las portadas de los álbumes anteriores de estudio (en concreto, el azul es de Rated R, el rojo es de Songs for the Deaf, y el amarillo de Lullabies to Paralyze). La fuente del título fue tomada de la portada del Queens of the Stone Age (1998). El contenido de DVD ha sido dirigido por Chapman Baehler.

## DVD
1 "This Lullaby" – 2:40 (From Lullabies to Paralyze)
2 "Go with the Flow" – 3:12 (From Songs for the Deaf)
3 "Feel Good Hit of the Summer" – 3:41 (From Rated R)
4 "The Lost Art of Keeping a Secret" – 3:44 (From Rated R)
5 "Regular John" – 5:30 (From Queens of the Stone Age)
6 "Song for the Deaf" – 5:09 (From Songs for the Deaf)
7 "Avon" – 3:33 (From Queens of the Stone Age)
8 "Little Sister" – 2:52 (From Lullabies to Paralyze)
9 "You Can't Quit Me Baby" – 10:27 (From Queens of the Stone Age)
10 "I Wanna Make it wit Chu" – 5:10 (From Volumes 9 & 10 of The Desert Sessions and Era Vulgaris)
11 "Monsters in the Parasol" – 3:16 (From Rated R)
12 "The Fun Machine Took a Shit & Died" – 6:41 (Outtake from Lullabies to Paralyze and Era Vulgaris)
13 "Mexicola" – 5:17 (From Queens of the Stone Age)
14 "Burn the Witch" – 4:37 (From Lullabies to Paralyze)
15 "Covered in Punk's Blood" – 1:57 (From Volumes 9 & 10 of The Desert Sessions)
16 "I Think I Lost My Headache" – 5:07 (From Rated R)
17 "Song for the Dead" – 8:16 (From Songs for the Deaf)
18 "I Never Came" – 5:54 (From Lullabies to Paralyze)
19 "No One Knows" – 8:09 (From Songs for the Deaf)
20 "Long Slow Goodbye" – 7:44 (From Lullabies to Paralyze)
21 Credits/"First it Giveth" (From Songs for the Deaf)
CD
1. "Go with the Flow" – 2:58 (From Songs for the Deaf)
2. "Regular John" – 5:24 (From Queens of the Stone Age)
3. "Monsters in the Parasol" – 4:39 (From Rated R)
4. "Tangled Up in Plaid" – 4:00 (From Lullabies to Paralyze)
5. "Little Sister" – 2:51 (From Lullabies to Paralyze)
6. "You Can't Quit Me Baby" – 9:49 (From Queens of the Stone Age)
7. "I Wanna Make It wit Chu" – 4:27 (From Volumes 9 & 10 of the Desert Sessions and Era Vulgaris)
8. "Leg of Lamb" – 3:34 (From Rated R)
9. "I Think I Lost My Headache" – 5:24 (From Rated R)
10. "Mexicola" – 5:09 (From Queens of the Stone Age)
11. "Burn the Witch" – 3:12 (From Lullabies to Paralyze)
12. "Song for the Dead" – 7:47 (From Songs for the Deaf)
13. "No One Knows" – 7:47 (From Songs for the Deaf)
14. "Long Slow Goodbye" – 7:20 (From Lullabies to Paralyze)